# Rîșcani
Koordinaten: 47° 57′ N, 27° 34′ O
Rîșcani (früher: Ryschkanowka, auch Râșcani; Moldauisches Kyrillisch: Рышкань; Russisch: Рышканы) ist eine Stadt in der Republik Moldau und die Hauptstadt des Rajon Rîșcani. Sie liegt am Fluss Copăceanca und ist über 22 Kilometer von der Bahnstation Drochia entfernt. Zwei Gemeinden werden von der Stadt mitverwaltet: Balanul Nou und Rămăzan.

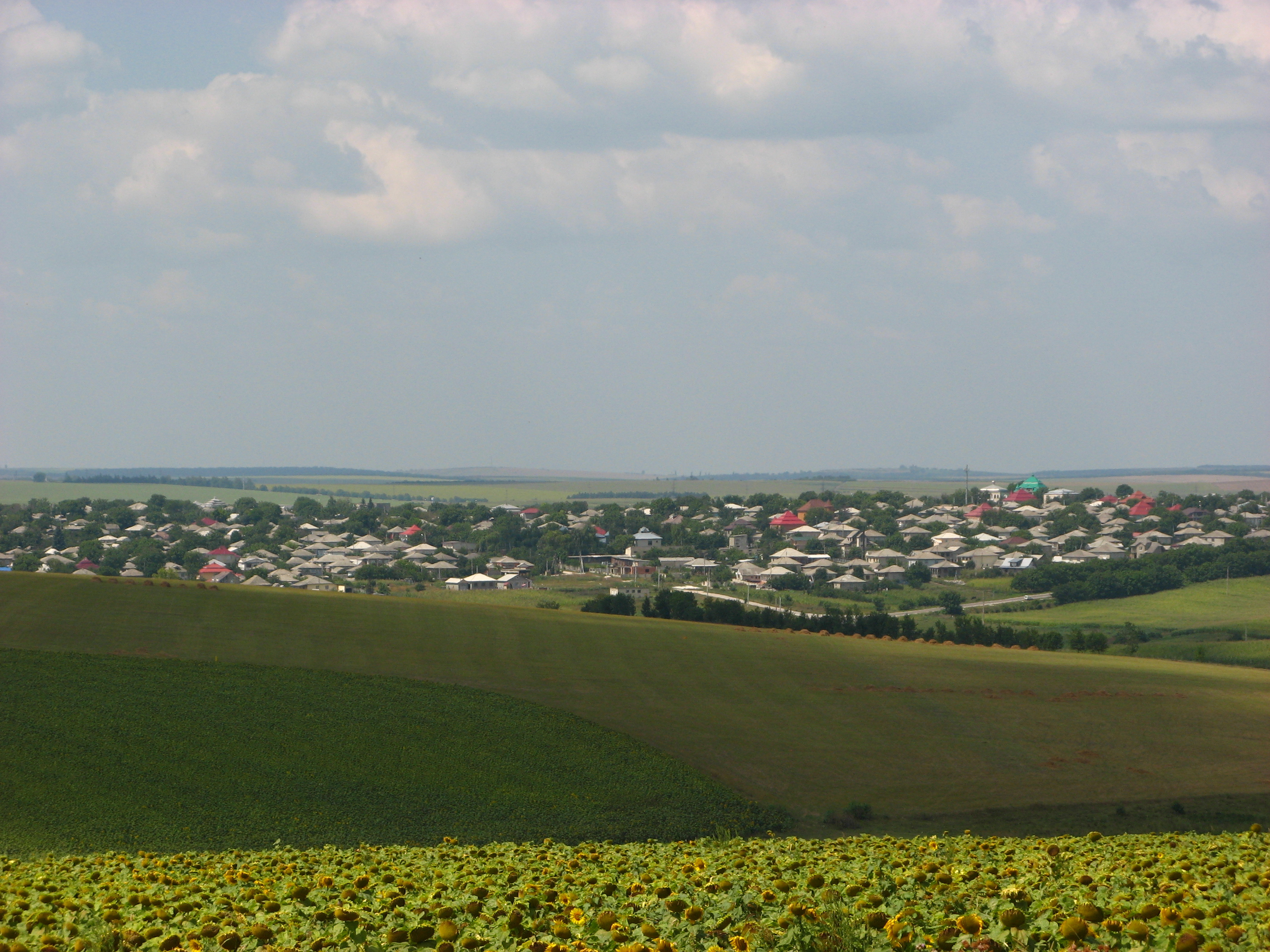
Blick auf Rîșcani

## Geschichte
Bis zu ihrer Umsiedlung 1940 lebten im Ort viele bessarabiendeutsche Familien, die das Dorf Ryschkanowka nannten und es 1865 mitgegründet hatten.
In der sowjetischen Zeit gab es in Rîșcani viele Fabriken, eine staatliche agrartechnische Schule und Tabakanbau. 1973 betrug die Bevölkerungszahl 12.000 Einwohner.
Die Eltern des späteren deutschen Bundespräsidenten Horst Köhler stammen aus dem Umland von Rîșcani.